# Karungi
Karungi är även en bygd i Torneå stad, se Karunki.
Karungi (meänkieli: Karunki) är en bebyggelse i Haparanda kommun i Norrbottens län som ligger norr om Kukkola längs med Torne älv. Före 1967 var Karungi centralort i Karl Gustavs kommun. På den andra sidan av Torne älv, den finska sidan, är den något större orten Karunki belägen. Den svenska f.d. landsbygdsministern Sven-Erik Bucht, samt musikerna Thorbjörn Englund och Pär Hulkoff härstammar från orten.
Karrungi varav SCB klassad som en tätort fram till 2018 och från 2020. Karungi var 2018 klassad som småort men SCB har inget data för den kortlivade småorten. Bebyggelsen på Kyrkholmen ingick i tätorten till 2015 men inte därefter. 2020 klassades den delen som en separat småort Kyrkholmen, Haparanda kommun. Vida avgränsningen 2023 klassades bebyggelsen som delad och båda som småorter. Den södra delen Södra Karungi sågs då som utbruten.

## Om orten
Det finns en brandstation och förskola i byn. 2019 gick det 21 barn på förskolan.

## Historia
Området där byn Karungi nu ligger steg upp ur Bottenviken (landhöjning) för omkring 2000 år sedan.
I orten restes på 1700-talet en kyrka och orten kom sedan att bli kyrkby i Karl Gustavs socken.

### Befolkningsutveckling
| Befolkningsutvecklingen i Karungi 1960–2020                                   | Befolkningsutvecklingen i Karungi 1960–2020 | Befolkningsutvecklingen i Karungi 1960–2020 | Befolkningsutvecklingen i Karungi 1960–2020 | Befolkningsutvecklingen i Karungi 1960–2020 |
| ----------------------------------------------------------------------------- | ------------------------------------------- | ------------------------------------------- | ------------------------------------------- | ------------------------------------------- |
|                                                                               |                                             |                                             |                                             |                                             |
| År                                                                            |                                             |                                             | Folkmängd                                   | Areal (ha)                                  |
| 1960                                                                          | 1960                                        |                                             | 478                                         |                                             |
| 1965                                                                          | 1965                                        |                                             | 390                                         |                                             |
| 1970                                                                          | 1970                                        |                                             | 321                                         |                                             |
| 1975                                                                          | 1975                                        |                                             | 303                                         |                                             |
| 1980                                                                          | 1980                                        |                                             | 271                                         |                                             |
| 1990                                                                          | 1990                                        |                                             | 273                                         | 125                                         |
| 1995                                                                          | 1995                                        |                                             | 276                                         | 125                                         |
| 2000                                                                          | 2000                                        |                                             | 265                                         | 125                                         |
| 2005                                                                          | 2005                                        |                                             | 232                                         | 125                                         |
| 2010                                                                          | 2010                                        |                                             | 232                                         | 123                                         |
| 2015                                                                          | 2015                                        |                                             | 209                                         | 61                                          |
| 2020                                                                          | 2020                                        |                                             | 216                                         | 61                                          |
| Anm.: småorten Kyrkholmen, Haparanda kommun utbruten 2015, Södra Karungi 2023 |                                             |                                             |                                             |                                             |

### Järnvägen Boden-Karungi-Haparanda

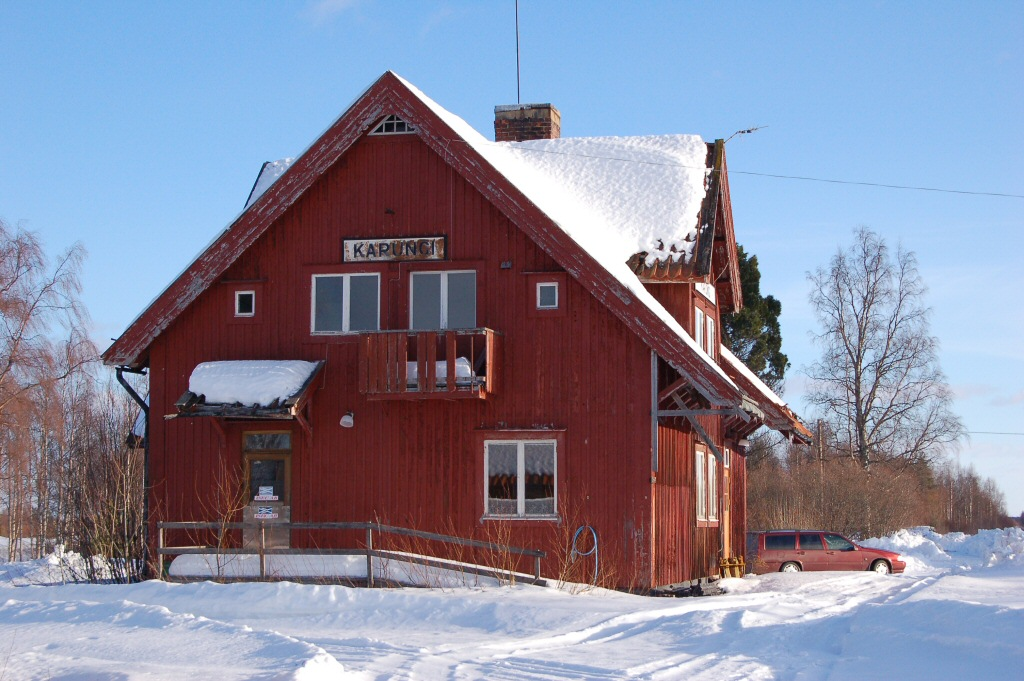
Karungi järnvägsstation år 2006.

År 1913 öppnades järnvägen från södra Sverige till Karungi, sträckan Boden - Haparanda kallad Haparandabanan. Under första världskriget var Karungi järnvägsstation en knutpunkt i transporten av gods mellan öst och väst. Orten utgjorde på den tiden världens största postkontor, där bland annat 13 000 kg brev omlastades till hästvagnar för vidare transport till Haparanda. Haparanda utgjorde Rysslands enda öppna landförbindelse med Europa. Ofantliga mängder människor, gods och post passerade via Karungi. I augusti 1914 fraktades mer än 2000 passagerare/dygn . Enbart veckan 4-11 augusti var antalet resande till Ryssland 12500 personer. 1915 passerades Karungi av 120000 personer. Postverket körde ofta med 200 hästar mellan Karungi och Haparanda. 
Karungi var länge en knutpunkt varifrån sidobanan Karungi - Övertorneå utgick. Järnvägens persontrafik lades ned 1992 men återuppstod en kort period sommaren 2000. Banan genom Karungi lades helt ned 2012 till förmån för en ny sträcka till Haparanda via Kalix. Spåret ligger tills vidare kvar, men anslutningarna i Morjärv och Haparanda är borttagna.
En restaurering har påbörjats år 2020 av Karungis f.d järnvägsstation och planeras pågå under en tid.

## Karhuvaara station
Områdena Tossa och Karhuvaara räknas till Karungis postort. När Haparandabanan kom till på 1910-talet hade det området en egen järnvägsstation, byggd 1919 och som först hette Tossa. År 1940 brann stationshuset upp, och sedan 1941 kallades stationen för Karhuvaara istället. Persontrafiken upphörde här 1986.

## Språk
Jämte svenska talas det meänkieli i detta område.